# Vena central de la retina
La vena central de la retina ([TA]: vena centralis retinae) es una corta vena que se forma por la unión de las venas retinianas, coloquialmente conocidas como “niñas”, que pasa hacia el exterior del ojo por dentro del nervio óptico, desembocando en la vena oftálmica superior.
La anatomía de esta vena varía de un individuo a otro; en algunos casos drena en la vena oftálmica superior, aunque en otros lo hace directamente en el seno cavernoso.
Su función es drenar la sangre de los capilares venosos de la retina hacia venas mayores fuera del ojo.

## Patología
La vena central de la retina es el equivalente venoso de la arteria central de la retina, y, del mismo modo que aquella, puede sufrir de oclusión (oclusión de la vena central de la retina), similar a la que se puede ver en el síndrome de isquemia ocular.

## Imágenes adicionales

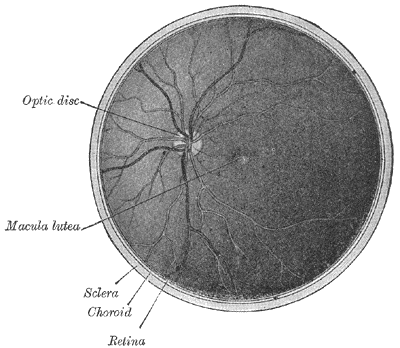
Interior de la mitad posterior del bulbo del ojo izquierdo. Las venas aparecen más oscuras que las arterias.
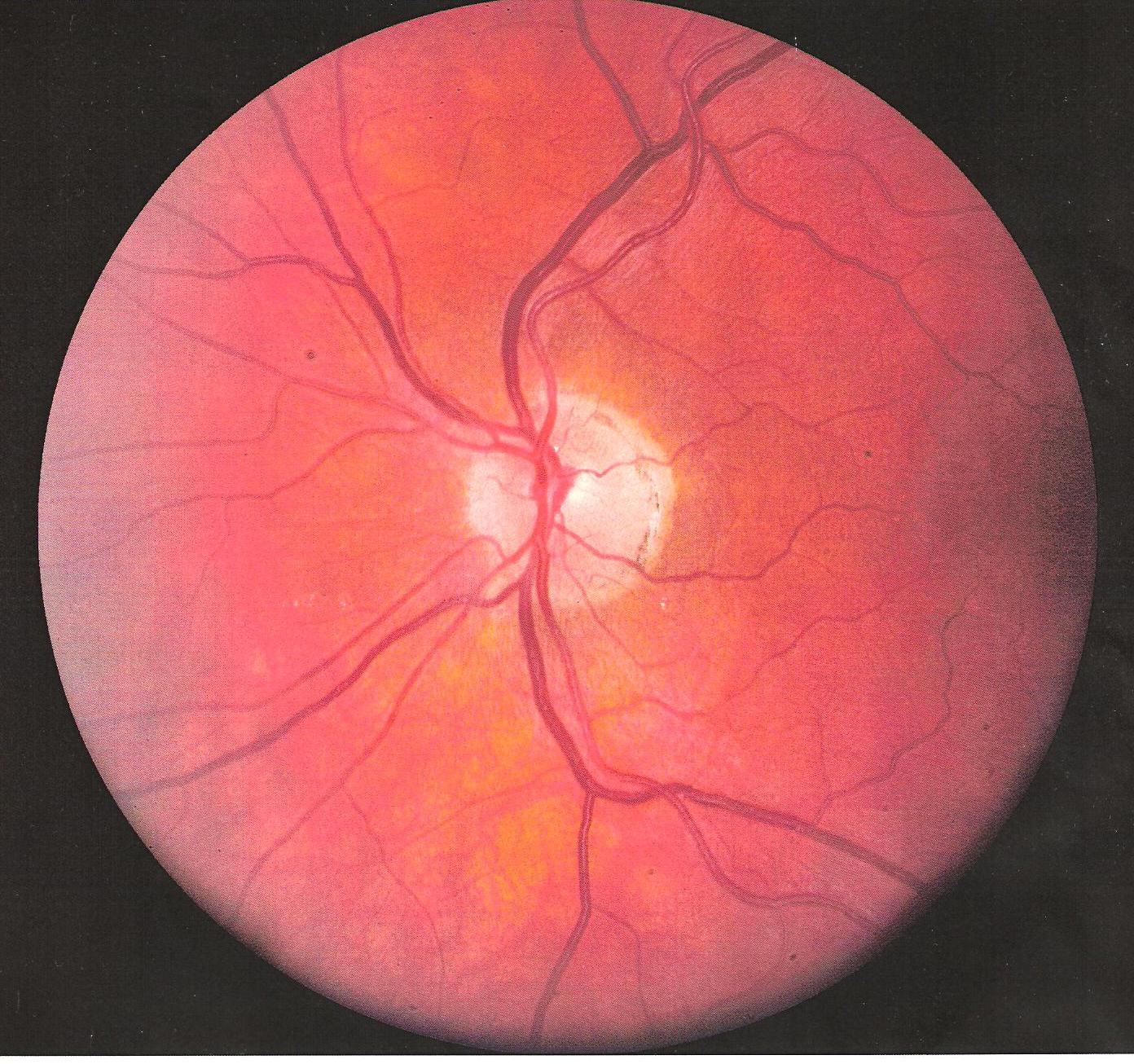
Vasos sanguíneos del ojo.